# Шпецле
Шпецле су швапска или алеманска тестенина издуженог облика која се служи као прилог или са другим састојцима као засебно јело. Слична тестенина округлог облика се такође зове Knöpfle у Баден-Виртембергу и административном региону Швапска или Chnöpfli у Швајцарској.
Шпецле је тестенина са јајима направљена од брашна, соли и свежег јајета неправилног облика и храпаве, порозне површине, у којој се жилаво тесто убацује директно у кључалу слану воду – чији облик варира између танких и дебелих, издужених и кратких. За разлику од тестенине, тесто се меша и не меси. Они су већ кувани током производње. У класичном начину прављења користи се даска за стругање, а влажно тесто се струже у воду за кување. У масовној производњи, тесто се или пресује кроз перфориране тацне или капље кроз те посуде у купатило за кување. 

## Назив
Шпцеле је швапски деминутив од врапца. Јело је у 18. веку било познато као водени врапци (у потреби се тесто могло припремити без јаја само од брашна, воде и соли). У Мађарској се називају нокедли и галушка - где су оба имена натурализоване стране речи, а у Словачкој је уобичајено еквивалентно јело. У северној Аустрији се зову Nockerln , док се у Корушкој и Тиролу називају и кнедле .
Име се вероватно односи на облик шпацла у 18. веку. Неки лингвисти такође заснивају назив на речи Batzen за грудве теста. 

## Историја и значење
Шпецле имају вишевековну традицију производње у швапској области и од великог су значаја за швапску кухињу. Швапска књижевност је богата песмама о „омиљеном јелу Шваба“. 
Традиција прављења у Швапској може се пратити још од 18. века. пратити век уназад. Године 1725. Виртембершки саветник и лични лекар Росинус Лентилиус сажео је „Кнопфлајн“ и „Шпацен“ као „све што се прави од брашна“. У то време спелта је била распрострањена у швапско-алеманској области; То је незахтевно жито које успева и на сиромашним земљиштима. Спелтино брашно садржи много глутена; Тесто се може направити и без додавања јаја. 
Традиционално, шпецле се струже ручно, ручно стругају са даске – и данас се сматрају посебним знаком квалитета. Са почетком индустријализације и све већим просперитетом, шпцеле су напредовали од свакодневне хране до кулинарског специјалитета за празнике. У опису швапског земљорадничког села из 1937. помињу се као фестивалско јело. 
Швапске шпецле сада се налазе у залихама готово свих произвођача тестенина и угоститеља у Швапској и успешно се извозе од 1980-их. Помињу се на бројним швапским фестивалима и обичајима, а такође се пласирају туристима у облику специјалних недеља или курсева, семинара и такмичења. Постоје бројна такмичења у кувању и неколико светских рекорда у стругању. 
Неколико изложби документује традиционално знање о производњи у швапској регији од почетка до данас.  Велику важност шпецли за швапску кухињу показује и роман „Прича о седам Шваба“, први пут објављен 1827. године, према коме у Швапској постоји навика „да људи једу пет пута дневно, и то пет пута супу и два пута шпецле“. За савремено доба, швапски аутор Зигфрид Руос наводи преко 50 различитих рецепата за шпецле за швапску регију.  Музеј Шпетл се налази у Бад Валдзеу. 

## Припрема

### Састојци
Тесто за шпецле се прави од брашна, јаја, млаке воде, понегде и од млека и соли, мада количине могу да варирају. Шпецл брашно које се продаје комерцијално је обично грубље пшенично брашно типа 405, понекад помешано са брашном од спелте или финим гризом.

### Припрема
За разлику од теста за тестенине, тесто за шпецле је вискозно. Умути се дрвеном кашиком док тесто не запухне. Постоје различити начини даље припреме:
- стругано: у класичној припреми, свеже тесто се распростире на влажној дасци за шпецле, идеално нагнутој напред, и стругањем на танке траке директно у кипућу слану воду помоћу стругача за шпецле или ножа или палете. Овај традиционални облик је сложен и захтева вежбу.
- пресовано: тесто се утискује вертикално у навоје у воду. Ово ствара дугачке, уједначене шпецле.

Шпецле ће се кувати у року од једног минута, подићи се до врха и уклонити шупљикавом кашиком. Не треба их гасити, већ их сервирати док су још топле. Шпецле се често држе топле у врућој, али више не кључалој води или чорби од шпецли док се не послужи. Класично, шпацле се сервира са отопљеним презлама. Чорба од шпецли се често није бацала, посебно уз џигерицу, кобасицу или печено печење, већ се прерађивала у супу.

## Заштићена ознака порекла
Од марта 2012. године , швапски шпецле и швапски кнопфле имају дозволу да носе печат квалитета ЕУ за „Заштићене географске ознаке“ и заштићени су широм Европе као регионални специјалитет.  Да би могао да носи овај симбол, једна од фаза производње производа (производња, прерада или производња) мора да се одвија у дефинисаном подручју порекла. Цео Баден-Виртемберг и баварска административна регија Швапска су дозвољени као подручје порекла за швапске шпацле и швапске кнопфле . 